# Odontolabis dalmani tahulandangensis
Odontolabis dalmani tahulandangensis es una especie de coleóptero de la familia Lucanidae.

## Distribución geográfica
Habita en Tahulandang (Asia).